# Adrian Ross
Adrian Ross (Lewisham, 23 dicembre 1859 – Londra, 11 settembre 1933) è stato un paroliere e librettista britannico; scrisse i versi per numerose commedie musicali a partire dal 1883 fino alla morte avvenuta nel 1933.

## Biografia

### Le origini, l'istruzione e la carriera accademica
Arthur Reed Ropes era il vero nome di Adrian Ross. Nato il 23 dicembre 1859 a Lewisham nei pressi di Londra, era il minore dei quattro figli di Ellen Harriet Hall e William Hooper Ropes, un mercante.
Durante la sua infanzia i genitori si trasferirono in Normandia, ma Arthur studiò in Inghilterra alla Priory House School di Clapton, quindi alla Mill Mill School di Londra, alla City of London School e più tardi al King's College (Cambridge) dove, nel 1881, ricevette un premio per il poema Temple Bar. Nel 1883, si diplomò con merito ricevendo una menzione per la storia ed il diritto internazionale.
Una volta laureatosi, insegnò storia e poesia a Cambridge dal 1884 al 1890 e scrisse anche dei versi comici che vennero pubblicati nel 1884. Nel 1889 scrisse e pubblicò A sketch of History of Europe. Oltre alla scrittura era anche un traduttore di testi francesi ed inglesi e temendo che la musica danneggiasse la carriera accademica si inventò lo pseudonimo di Adrian Ross.

### Dalla cattedra al palco
Nel 1883 durante una breve malattia scrisse il libretto di A Double Event che, dopo essere stato musicato da Arthur Law (22 marzo 1844-2 aprile 1913) venne portato in scena nel 1884. Quest'opera e la seguente Faddimir, un burlesque che debuttò nel 1889, scritta con il compagno di studi F.O. Carr (23 aprile 1858-29 agosto 1816) venne firmata con il nome di "Arthur Reed".
Il loro lavoro riscosse un discreto successo ed Arthur e l'amico attirarono l'attenzione dell'impresario George Edwardes che commissionò loro un altro burlesque. L'opera successiva venne chiamata Joan of Arc e debuttò nel 1891 con gli attori Arthur Roberts (21 settembre 1852-27 febbraio 1933) e Marion Hood (1º aprile 1854-14 agosto 1912), per la prima volta Arthur adottò lo pseudonimo di Adrian Ross e poiché la rappresentazione ebbe successo, con circa 800 repliche, rassegnò le dimissioni da Cambridge.
Il lavoro successivo di Adrian e Carr fu In Town scritto in collaborazione con James T. Tanner, un racconto ironico sulla società dei tempi. Il 1893 vide la nascita di Morocco Bound ed in quell'occasione Adrian si concentrò per la prima volta soltanto sulle parole delle musiche lasciando il soggetto vero e proprio al collega. Questa scelta era relativamente nuova, l'usanza voleva infatti che chi scriveva le parole scrivesse anche il testo recitato.

### Il Gaiety e il Daly's
Nel 1894 cominciò il suo sodalizio con il Gaiety Theatre (Londra), a partire da The Shop Girl e Go Bang del 1895. I suoi lavori divennero pian piano centinaia e fra quelli anteriori alla prima guerra mondiale si ricordano The Circus Girl, Weather or no che nel 1896 si accompagnò a The Mikado, una seconda versione di Mirette, His Majesty, una revisione di La Grande-duchesse de Gerolstein e The Lucky Star.
Edwardes si avvalse della collaborazione di Adrian perché collaborasse alle opere che poi sarebbero stare rappresentare al Daly's Theatre di cui era amministratore. Il suo primo grande successo in quel teatro fu A Greek Slave del 1898 che scrisse dopo la morte Henry Greenbank un paroliere che collaborava da tempo con Edwardes e che permise ad Adrian di mettersi più in luce. A questa seguirono San Toy del 1899, A Country Girl del 1902, The Orchid del 1903, The Cingalee del 1904, The Spring Chicken del 1905 e The Girls of Gottenberg del 1907.
Nel 1901, Adrian sposò l'attrice Ethel Wood. Dal matrimonio, nacquero due figlie ed un figlio.
Dal 1907 in poi Adrian, insieme a Basil Hood cominciò a lavorare agli adattamenti di opere straniere in inglese, fra le quali si ricorda La vedova allegra dello stesso anno e poi Sogno di un valzer del 1908, The Dollar Princess del 1909, The Girl in the Train del 1910, Il conte di Lussemburgo del 1911 e The Girl on the film: interpretate da Lily Elsie, queste ed altre opere divennero presto dei grandi successi.
Negli stessi anni scrisse anche opere originali come The Quaker Girl del 1910 e Our Mrs. Gibbs dell'anno precedente.

### L'ultimo ventennio
Nel 1914 con l'avvento della prima guerra mondiale Adrian fondò la Performing Right Society, per il trattamento dei diritti d'autore, e continuò la sua attività di paroliere anche dopo la morte di Edwardes avvenuta nel 1916. Adrian lavorò con Ivor Novello in Theodore & Co nel 1916 e con André Messager in Monsieur Beaucaire del 1919. Negli anni '20 si diede alla rivista, adattando opere minori o rimaneggiando i propri pezzi. Nel 1927 riadattò per l'inglese l'operetta di Franz Schubert Das Dreimäderlhaus, già riarrangiata da Heinrich Berté, che in inglese venne chiamata The Lilac Time. Il suo ultimo lavoro teatrale è del 1930, un riarrangiamento dell'opera Friederike per il Palace Theatre.
Oltre alle musiche Adrian scrisse diversi racconti ed un romanzo horror The Hole of the Pit ambientato nel 1645 all'epoca di Oliver Cromwell. Il libro del 1914 non fu più ristampato fino al 1992 quando lo scrittore Ramsay Campbell lo mise nell'antologia The Uncanny Banquet.
Adrian morì nella sua casa di Kensington l'11 settembre del 1933.